# Durango (állam)
Durango mexikói szövetségi állam, területe 123 181 km², 1 450 000 lakosa van. A spanyol konkvisztádorok a baszkföldi Vizcaya spanyol városról, Durangóról nevezték el. Nagyobb részt sivatagos hegyvidék a nyugati Sierra Madre. A főváros Victoria de Durango, gyakran röviden csak Durango, hivatalosan nevét az első mexikói elnökről Guadalupe Victoriáról kapta, aki ebből az államból származott. A főváros mellett mindenekelőtt Gómez Palacio és Lerdo jelentősek. 
A gyarmati időkben a területet Chihuahuával együtt Nueva Vizcaya néven ismerték. A terület az acaxee-törzs hazája.

## Népesség
Ahogy egész Mexikóban, a népesség növekedése Durango államban is gyors, ezt szemlélteti az alábbi táblázat:
| Év   | Lakosság  |
| ---- | --------- |
| 1990 | 1 349 378 |
| 1995 | 1 431 748 |
| 2000 | 1 448 661 |
| 2005 | 1 509 117 |
| 2010 | 1 632 934 |

## Turizmus, látnivalók
Az állam délnyugati részén, Pueblo Nuevo község területén található a 18 m magas Mil Diez-i vízesés.